# Авани, Тимоти
Тимоти Деннис Авани (англ. Timothy Dennis Awany; род. 6 августа 1996, Кампала) — угандийский футболист, защитник клуба «Ашдод» и сборной Уганды.

## Клубная карьера
Тимоти начал карьеру в клубе «Кампала Сити Коунсил», в составе которого дважды стал чемпионом страны и обладателем кубка.
10 февраля 2017 провёл первую игру в Лиге чемпионов КАФ против «Примейру ди Агошту». 15 мая 2018 защитник отметился первым забитым мячом, установив окончательный счёт в игре с египетским «Аль-Ахли».

## Карьера в сборной
19 января 2016 года защитник дебютировал в составе сборной Уганды в матче Чемпионата африканских наций со сборной Мали.
4 января 2017 года Тимоти был включён в окончательную заявку для участия в Кубке африканских наций 2017. На турнире в Габоне Авани не принял участие ни в одной из игр своей сборной, которая прекратила выступление после группового этапа.
Также в составе сборной принимал участие в матчах Кубка КЕСАФА 2017, в том числе и в победной встрече за третье место против сборной Бурунди.

## Достижения
«Кампала Сити Коунсил»
- Чемпион Уганды (2): 2015/16, 2016/17
- Обладатель Кубка Уганды (2): 2016/17, 2017/18